# Разпятие (филм)
„Разпятие“ (на английски: Calvary) е британско-ирландски филм от 2014 година, драма с елементи на черна комедия и психологически трилър на режисьора Джон Майкъл Макдона по негов собствен сценарий.
В центъра на сюжета е свещеник в отдалечено ирландско село, който по време на изповед е заплашен с убийство след седмица като отмъщение за сексуално насилие, извършено от друг свещеник дълги години преди това. Главните роли се изпълняват от Брендан Глийсън, Кели Райли, Ейдън Гилън, Дилън Морън, Крис О'Дауд.